# Neopasiphae insignis
Neopasiphae insignis är en biart som beskrevs av Rayment 1930. Neopasiphae insignis ingår i släktet Neopasiphae och familjen korttungebin. Inga underarter finns listade i Catalogue of Life.

## Bildgalleri

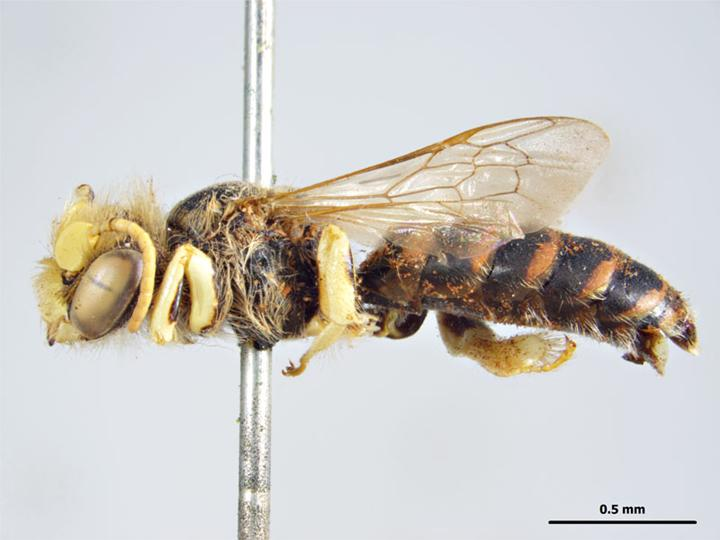